# Fechenheim
Fechenheim, Frankfurt-Fechenheim – 35. dzielnica (Stadtteil) miasta Frankfurt nad Menem, w Niemczech, w kraju związkowym Hesja. Należy do okręgu administracyjnego Ost.